# San Marino ai XXIII Giochi olimpici invernali
San Marino ha partecipato ai XXIII Giochi olimpici invernali, che si sono svolti dal 9 al 28 febbraio 2018 a PyeongChang in Corea del Sud, con una delegazione composta da un solo atleta, nello sci alpino.

## Sci alpino
San Marino ha schierato nello sci alpino Alessandro Mariotti.
Mariotti ha chiuso lo slalom gigante al 65º posto, mentre è uscito nella prima manche nello slalom speciale.
| Gara            | Atleta              | 1^ manche | 2^ manche | Tempo totale | Posizione |
| --------------- | ------------------- | --------- | --------- | ------------ | --------- |
| Slalom gigante  | Alessandro Mariotti | 1:21.66   | 1:21.21   | 2:42.87      | 65°       |
| Slalom speciale | Alessandro Mariotti | DNF       | -         | -            | -         |